# Билє
45°36′ пн. ш. 18°44′ сх. д. / 45.60° пн. ш. 18.74° сх. д.
Билє (хорв. Bilje) – громада і населений пункт в Осієцько-Баранській жупанії Хорватії.

## Населення
Населення громади за даними перепису 2011 року становило 5 642 осіб. Населення самого поселення становило 3613 осіб.
Динаміка чисельності населення громади:
Динаміка чисельності населення центру громади:

## Населені пункти
Крім поселення Билє, до громади також входять: 
- Копачево
- Козяк
- Луг
- Подунавлє
- Тиквеш
- Вардараць
- Златна Греда

## Клімат
Середня річна температура становить 11,03°C, середня максимальна – 25,34°C, а середня мінімальна – -5,90°C. Середня річна кількість опадів – 636 мм.
| Клімат поселення                              | Клімат поселення | Клімат поселення | Клімат поселення | Клімат поселення | Клімат поселення | Клімат поселення | Клімат поселення | Клімат поселення | Клімат поселення | Клімат поселення | Клімат поселення | Клімат поселення | Клімат поселення |
| Показник                                      | Січ.             | Лют.             | Бер.             | Квіт.            | Трав.            | Черв.            | Лип.             | Серп.            | Вер.             | Жовт.            | Лист.            | Груд.            |                  |
| Середній максимум, °C                         | 5,68             | 7,72             | 12,32            | 17,01            | 22,31            | 25,26            | 25,34            | 24,93            | 20,69            | 15,20            | 9,30             | 5,40             |                  |
| Середня температура, °C                       | −0,1             | 1,92             | 6,50             | 11,20            | 16,50            | 19,47            | 21,31            | 20,90            | 16,66            | 11,21            | 5,27             | 1,40             |                  |
| Середній мінімум, °C                          | −5,9             | −3,87            | 0,76             | 5,43             | 10,70            | 13,70            | 17,30            | 16,90            | 12,64            | 7,20             | 1,24             | −2,64            |                  |
| Норма опадів, мм                              | 41               | 35               | 39               | 50               | 59               | 79               | 63               | 60               | 50               | 53               | 59               | 48               |                  |
| Середньомісячна швидкість вітру, м/с          | 2.40             | 2.63             | 2.90             | 2.81             | 2.50             | 2.30             | 2.30             | 2.10             | 2.10             | 2.21             | 2.37             | 2.48             |                  |
| Середньомісячна сонячна радіація, кДж/м²·день | 4212             | 6931             | 10903            | 15530            | 19438            | 21718            | 22242            | 20336            | 14974            | 9425             | 4795             | 3528             |                  |
| --------------------------------------------- | ---------------- | ---------------- | ---------------- | ---------------- | ---------------- | ---------------- | ---------------- | ---------------- | ---------------- | ---------------- | ---------------- | ---------------- | ---------------- |
| Джерело:                                      |                  |                  |                  |                  |                  |                  |                  |                  |                  |                  |                  |                  |                  |